# Schizomavella aurita
Schizomavella aurita är en mossdjursart som beskrevs av Gordon 1989. Schizomavella aurita ingår i släktet Schizomavella och familjen Bitectiporidae. Inga underarter finns listade i Catalogue of Life.